# Cá vàng Izumo Nankin
Cá vàng Izumo Nankin là giống cá vàng hiếm có có nguồn gốc tại Nhật Bản, tên của chúng được đặt theo tên thành phố Izumo vùng Chugoku tinh Shimane miền nam Nhật Bản. Cá vàng Izumo NanKin là 1 giống của Nhật Bản nhưng có nguồn gốc từ Trung Quốc nhưng hiện nay chỉ còn lại thành phố Izumo còn lại loài cá vàng này. 

## Đặc điểm
Cá vàng Nankin ban đầu là biến thể chỉ có màu đỏ và trắng của cá vàng Lan thọ (Ranchu) và biến thể của cá vàng phượng hoàng (Eggfish), chúng đã được người dân Nhật Bản nuôi 250 năm nay. Cá vàng Nankin được nuôi như loài cá ngắm từ trên xuống (top view) là thường được chưng trong chậu men trắng khi trưng bày và chúng sống trong nước nông và lặng
Cá có 2 màu cơ bản là đỏ huyết và trắng tuyết. Thân người tất cả đều là màu trắng và màu đỏ chỉ xuất hiện lại một số vị trí như môi, mắt, các đuôi và vây và có màu đỏ trên các vây và đuôi. Cơ thể tương tự như cá vàng Lan thọ Ranchu nhưng đậm người hơn. Lưng và bụng gù cao hơn và cong đột ngột hơn Ranchu. Đầu nhỏ và nhọn, không có mào. Vậy phải đủ 6 cặp và đuôi và đuôi là to nhất, tiếp đến nhỏ hơn là các vây ngực, bụng và hậu môn.